# Rob Winter
Rob Winter (Tanger (Marokko), 30 april 1959) is een Nederlandse gitarist.
Hij ging kort na zijn geboorte naar Curaçao en verhuisde op 6-jarige leeftijd van Curaçao naar Nederland waar hij in Schoorl opgroeide. Via een vriendje maakte hij kennis met de gitaar en dat was liefde op het eerste gehoor. Zeker toen hij de solo's van Brian May (Queen) ontdekte.
Rob leerde zichzelf akkoorden aan en niet veel later was hij bandlid van de Howling Hurricanes, met onder andere Angela Groothuizen. Zoals het vaak gaat met jonge muzikanten, speelde Rob gedurende enkele jaren in diverse bandjes en proefde hij van diverse muziekstijlen. Zo heeft Rob onder andere deel uitgemaakt van Toontje Lager en Robby Valentine. Van 1994 t/m 2014 was Rob de vaste gitarist van Marco Borsato. Tevens is hij actief als tekstschrijver en componist. De tekst 'Denk aan mij' van Marco's album De Waarheid, heeft Rob samen met zijn vrouw Kiki Meijerhoven en John Ewbank geschreven.
Rob won in 2002 de SENA-Award voor Beste Begeleidende Gitarist, en de afgelopen jaren bij de Gitarist Poll awards, meerdere keren in de categorie ‘Pop/Rockgitarist Benelux’ en ‘Alltime Favorite gitarist Benelux’.